# Condado de Grant (Indiana)
El condado de Grant (en inglés: Grant County), fundado en 1832, es uno de 92 condados del estado estadounidense de Indiana. En el año 2000, el condado tenía una población de 73 403 habitantes y una densidad poblacional de 28 personas por km². La sede del condado es Marion. El condado recibe su nombre en honor a los capitanes Samuel y Moses Grant. 
Hawkins, de la famosa serie Stranger Things,está inspirada en este condado 

## Geografía
Según la Oficina del Censo, el condado tiene un área total de 1074 km², de la cual 1072 km² es tierra y 2 km² (0.20%) es agua.

### Condados adyacentes
- Condado de Huntington (noreste)
- Condado de Wells (este-noreste)
- Condado de Blackford (este-sureste)
- Condado de Delaware (sureste)
- Condado de Madison (sur)
- condado de Tipton (suroeste)
- Condado de Howard (oeste-suroeste)
- Condado de Miami (oeste-noroeste)
- Condado de Wabash (noroeste)

## Demografía
Según la Oficina del Censo en 2000, los ingresos medios por hogar en el condado eran de $36 162 y los ingresos medios por familia eran $44 304. Los hombres tenían unos ingresos medios de $100 767 frente a los $23 801 para las mujeres. La renta per cápita para el condado era de $18 003. Alrededor del 11.80% de la población estaban por debajo del umbral de pobreza.

## Municipalidades

### Ciudades y pueblos
- Fairmount
- Fowlerton
- Gas City
- Jonesboro
- Marion
- Matthews
- Swayzee
- Sweetser
- Upland
- Van Buren
- Hackleman
- Point Isabel

### Municipios
El condado de Grant está dividido en 13 municipios:
- Center
- Fairmount
- Franklin
- Green
- Jefferson
- Liberty
- Mill
- Monroe
- Pleasant
- Richland
- Sims
- Van Buren
- Washington